# Nematobothrium filliforme
Nematobothrium filliforme är en plattmaskart. Nematobothrium filliforme ingår i släktet Nematobothrium och familjen Didymozoidae. Inga underarter finns listade i Catalogue of Life.